# Nguyễn Thành Ngưng
Nguyễn Thành Ngưng (ur. 8 kwietnia 1992 w Đà Nẵng) – wietnamski lekkoatleta, chodziarz. Specjalizuje się głównie w konkurencji chodu na 20 kilometrów. Uczestnik Letnich Igrzysk Olimpijskich 2016, na których uzyskał 60 miejsce.
Brązowy medalista Igrzysk Azji Południowo-Wschodniej 2011 w tej dyscyplinie sportu. Na Mistrzostwach Azji w Chodzie Sportowym 2012 zajął dziewiąte miejsce z czasem 1:27:57, a rok później na imprezie tej samej rangi był piąty, uzyskując czas 1:27:30.
Nguyễn Thành Ngưng to również dwukrotny złoty medalista mistrzostw Wietnamu (w chodzie na 20 km z Hanoi w 2012 i na 20 000 metrów z Ho Chi Minh w 2015).